# Bioblapsis polita
Bioblapsis polita là một loài tò vò trong họ Ichneumonidae.